# Edward Hooper
Edward Hooper (nacido en 1951) es un periodista británicoconocido por su libro, The River, en el que investiga el origen del VIH y su rápida propagación. Creó una controversia y disputa acerca del virus de sida, al situar su origen en una puesta en circulación accidental de los científicos probando una vacuna experimental para la polio.